# Boaco (departement)

Boaco departementet

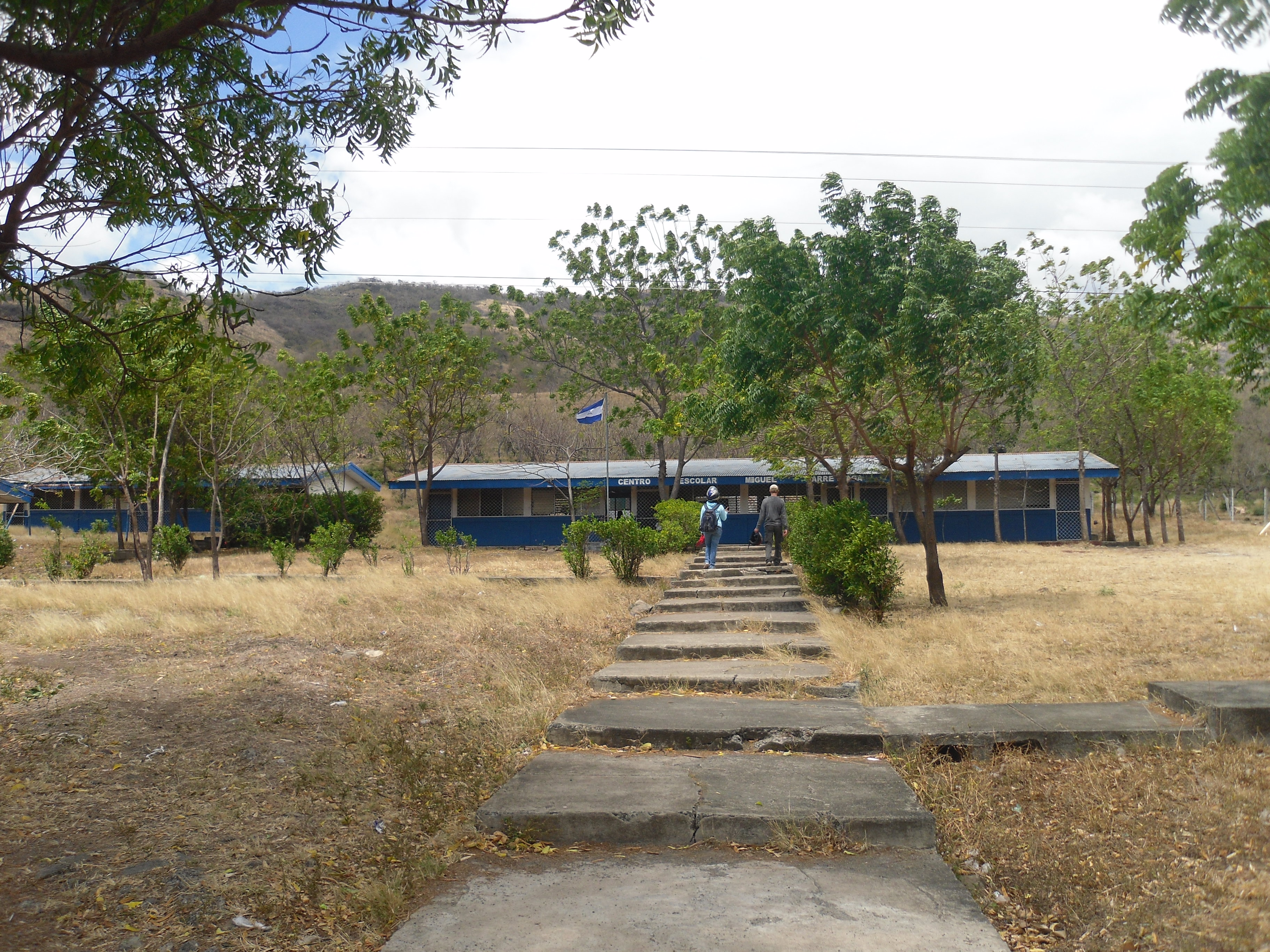
Skola i San Lorenzo, Boaco

Boaco är ett departement i Nicaragua, med 174 682 invånare (2012). Departementet ligger i den bergiga centrala delen av landet. Departementet skapades 1936, efter att tidigare ha tillhört departementet Chontales. Det täcker en yta av 4 177 km². Departementets huvudstad och största stad är Boaco. Departementets näst största stad är Camoapa. I Boaco bor det 42 invånare per kvadratkilometer.

## Kommuner
Departementet har sex kommuner (municipios):
1. Boaco (huvudstad)
2. Camoapa
3. San José de los Remates
4. San Lorenzo
5. Santa Lucía
6. Teustepe